# Roman Safioellin
Roman Risjatovitsj Safioellin (Russisch: Рома́н Риша́тович Сафиу́ллин) (Podolsk, 7 augustus 1997) is een Russische tennisspeler. 

## Carrière
Hij heeft nog geen ATP-toernooien gewonnen. Wel nam hij sinds 2021 deel aan Grand Slams. Zo kon hij in 2021 als gekwalificeerde speler de tweede ronde halen van de Australian Open en Roland Garros. Hij heeft één challengers in het enkelspel en één challenger in het dubbelspel op zijn naam staan. 

## Palmares
| Legenda                       | Legenda               |
| ----------------------------- | --------------------- |
| Grand Slam                    |                       |
| Olympische Spelen             |                       |
| tot 2009                      | vanaf 2009            |
| Tennis Masters Cup            | ATP Finals            |
| ATP Masters Series            | ATP Tour Masters 1000 |
| ATP International Series Gold | ATP Tour 500          |
| ATP International Series      | ATP Tour 250          |

### Enkelspel
| Nr.                  | Datum             | Toernooi  | Ondergrond    | Tegenstander in finale | Score               |         |
| -------------------- | ----------------- | --------- | ------------- | ---------------------- | ------------------- | ------- |
| Verloren finales     |                   |           |               |                        |                     |         |
| 1.                   | 26 september 2023 | Chengdu   | Hardcourt     | Alexander Zverev       | 7-6(2), 6-7(5), 3-6 | Details |
| Gewonnen challengers |                   |           |               |                        |                     |         |
| 1.                   | 16 februari 2020  | Cherbourg | Hardcourt (i) | Roberto Marcora        | 6-4, 6-2            |         |
| 2.                   | 5 februari 2023   | Koblenz   | Hardcourt (i) | Vasek Pospisil         | 6-2, 7-5            |         |

### Dubbelspel
| Nr.                              | Datum            | Toernooi  | Ondergrond    | Partner     | Tegenstanders in finale   | Score            |
| -------------------------------- | ---------------- | --------- | ------------- | ----------- | ------------------------- | ---------------- |
| Gewonnen challengers herendubbel |                  |           |               |             |                           |                  |
| 1.                               | 16 februari 2020 | Cherbourg | Hardcourt (i) | Pavel Kotov | Dan Added Albano Olivetti | 7-66, 5-7, 12-10 |

## Resultaten grote toernooien, enkelspel
| Legenda | Legenda                          |
| ------- | -------------------------------- |
| g.t.    | geen toernooi gehouden           |
| l.c.    | lagere categorie                 |
| –       | niet deelgenomen                 |
| G       | uitgeschakeld in de groepsfase   |
| 1R      | uitgeschakeld in de eerste ronde |
| 2R      | uitgeschakeld in de tweede ronde |
| 3R      | uitgeschakeld in de derde ronde  |
| 4R      | uitgeschakeld in de vierde ronde |
| KF      | uitgeschakeld in de kwartfinale  |
| HF      | uitgeschakeld in de halve finale |
| F       | de finale verloren               |
| W       | het toernooi gewonnen            |
| w-v     | winst/verlies-balans             |

| toernooi             | 2021 | 2022 | 2023 | 2024 |
| -------------------- | ---- | ---- | ---- | ---- |
| grandslamtoernooien  |      |      |      |      |
| Australian Open      | 2R   | 1R   | 1R   |      |
| Roland Garros        | 2R   | –    | –    |      |
| Wimbledon            | –    | –    | KF   |      |
| US Open              | –    | –    | 1R   |      |
| olympisch            |      |      |      |      |
| Olympische Spelen    | –    | g.t. | g.t. |      |
| statistieken         |      |      |      |      |
| totaal aantal titels | 0    | 0    | 0    | 0    |
| eindejaarsranking    | 167  | 88   | 39   |      |